# La famiglia Proud
La famiglia Proud (The Proud Family) è una serie animata statunitense prodotta da Walt Disney Television Animation. La prima messa in onda della serie fu negli Stati Uniti nel settembre 2001. In Italia è arrivata nel 2002 attraverso Disney Channel e successivamente in chiaro su Rai 2.
La serie racconta le avventure di Penny che ha fretta di crescere, ed a complicarle la vita ci pensano i suoi amici, i suoi parenti e la sua bizzarra famiglia. Una nuova serie animata, sequel dello show originale, chiamata La famiglia Proud: più forte e orgogliosa è stata resa disponibile su Disney+ dal 23 febbraio 2022.

## Personaggi

### Personaggi principali
- Penny Proud: è la protagonista della serie. Ha 14 anni ed è spesso imbarazzata da suo padre Oscar. Le piace uscire con le sue amiche, nonostante litighino spesso. Penny è una femminista e una cantante di talento. Prende ottimi voti a scuola e fa parte della squadra di football e della redazione del giornalino scolastico.

- Oscar Proud: è molto protettivo nei confronti della sua Penny figlia e degli altri figli. È il figlio di Suga Mama. Da giovane è stato un campione di Spelling. Nonostante talvolta sia iperattivo, immaturo e dimostri spesso di avere idee piuttosto retrograde, è molto intelligente. Possiede una propria attività basata sulla vendita di snack, anche se il loro sapore è poco gradevole.

- Trudy Proud, nata Parker: è la madre di Penny, BeBe e CeCe ed è sposata con Oscar. Viene da una famiglia benestante, suo padre è un medico e sua sorella Diana è una famosa attrice. È la voce saggia e responsabile della famiglia, rispetto al suo impulsivo e spesso immaturo marito. Ha la pessima abitudine di comprare sempre gli stessi abiti per tutti i membri della famiglia.

- Suga Mama Proud: è la nonna di Penny, Bebe e CeCe. Veste alla moda e ama il wrestling. È molto impertinente e competitiva in qualsiasi cosa, soprattutto lo sport. Nonostante la sua veneranda età è molto forte e agile. Molto spesso prende in giro e picchia il figlio Oscar, al quale tuttavia vuole molto bene. Rimarca spesso la differenza tra il figlio e il marito, quest'ultimo fisicamente non era molto diverso da Oscar, ma era un uomo dotato di fascino e virilità.

- Puff: è il cane di Suga Mama. Un barboncino bianco che Suga Mama adora come un figlio, spesso maltrattato dai gemelli e visto in malo modo anche da Oscar. Nell'episodio La magica avventura di Puff, la sua temporanea scomparsa permette ai Proud di capire quanto sia importante per mantenere gli equilibri della famiglia.

- BeBe e CeCe Proud: sono i due fratellini di Penny, piccole pesti dall'aspetto adorabile.

- Dijonay Jones: è la migliore amica di Penny. Pettegola e impicciona, in caso di necessità è una delle prime a schierarsi dalla parte di Penny ma tende a voltarle le spalle altrettanto velocemente e spesso ad approfittarsi di lei. È follemente cotta di Sticky, che però non la ricambia.

- LaCienega Boulevardez: è la figlia dei vicini di casa dei Proud, Felix e Sunset; non sopporta Penny che, di rimando, la disprezza intensamente. Nonostante sia falsa e viziata, frequenta la compagnia di Penny poiché era un'amica di infanzia di Deejonay.

- Zoey Howzer: è l'unico personaggio principale a non essere afroamericano o latinoamericano. Intelligente e sensibile, è leale nei confronti di Penny.

- Sticky Webb: è l'unico maschio nel gruppo di Penny. Genio della tecnologia, è in grado di realizzare gadget che in diverse occasioni aiutano Penny e i suoi amici a cavarsi dai guai.

### Personaggi ricorrenti
- Bobby Proud: è il fratello maggiore di Oscar. È anche il preferito di Suga Mama. È un cantante funky di scarso successo, che ha lanciato una sola hit. Nonostante questo, rimane un personaggio solare che porta allegria alla famiglia.

- Felix Boulevardez: è il miglior amico di Oscar, nonché suo vicino di casa. Un simpatico uomo latino che, nonostante la notevole ricchezza, si mostra molto affabile.

- Sunset Boulevardez: la moglie di Felix, nonché migliore amica di Trudy. Agente di polizia, ha forte carattere che spesso la porta a prendere le decisioni al posto del marito. Il suo nome è un chiaro riferimento a Sunset Boulevard.

- Papi Boulevardez: è il padre di Felix. Parla solo in spagnolo e spesso ride in maniere sguaiata. Sebbene Suga Mama sia innamorata di lui, Papi non la sopporta.

- Le sorelle Perfidia: Nubia, Gina e Olei. Sono tre bulle che riscattano la loro quota dalle mance degli studenti della scuola. In alcune puntate si trovano ad allearsi con Penny.

- Wizard Kelly: è il padrone nascosto della città dove è ambientata la serie. Ogni iniziativa è legata a lui. Kelly nasce come giocatore di basket, che dopo il ritiro ha avuto una grande carriera imprenditoriale. Solo in due occasioni (tra cui il film) si vede il suo volto. Il personaggio di Wizard Kelly è ispirato probabilmente a Magic Johnson.

### Guest star
Diversi personaggi dello spettacolo hanno fatto la loro apparizione nel corso de La Famiglia Proud come guest star. Tra questi Cedric the Entertainer, presenza costante nel dare la voce a Bobby Proud, il fratello di Oscar. Altri cameo di spicco sono:
- Lou Rawls (St. 1, ep. 13)
- Shia La Beouf (St. 1, ep. 15)
- Lil' Romeo e Ving Rhames (St. 2, ep. 2)
- Vanessa Williams (St. 2, ep. 3)
- Mos Def (St. 2, ep. 4)
- Gabrielle Union (St. 2, ep. 6)
- Al Roker (St. 2, ep. 10)
- Kobe Bryant (St. 2, ep. 11)
- Mariah Carey (St. 2, ep. 25)
- Michael Clarke Duncan (St.2, ep. 26)

## Episodi
La serie si compone di due stagioni, la prima è composta da 21 episodi mentre la seconda da 31.
| Stagione         | Episodi |
| ---------------- | ------- |
| Prima stagione   | 21      |
| Seconda stagione | 31      |

## Doppiaggio
| Personaggio           | Doppiatore originale | Doppiatore italiano |
| --------------------- | -------------------- | ------------------- |
| Penny Proud           | Kyla Pratt           | Ilaria Stagni       |
| Trudy Proud           | Paula Jai Parker     | Cristiana Lionello  |
| Oscar Proud           | Tommy Davidson       | Pasquale Anselmo    |
| Suga Mama             | Jo Marie Payton      | Paila Pavese        |
| LaCienega Boulevardez | Alisa Reyes          | Ilaria Latini       |
| Dijonay Jones         | Karen Malina White   | Laura Latini        |
| Zoey                  | Soleil Moon Frye     | Alida Milana        |
| Sticky Webb           | Orlando Brown        | Paolo Vivio         |
| Bebe Proud            | Tara Strong          | ?                   |
| Gemelle Chang         | Lydia Look           | Gemma Donati        |
| Kwok                  | Dante Basco          | Davide Perino       |

### Sigla
La sigla iniziale è cantata da Solange Knowles, sorella di Beyoncé, e dal suo gruppo, le Destiny's Child.

## Film
Dalla serie è stato prodotto da Disney Channel un film destinato esclusivamente solo alla TV, intitolato La famiglia Proud - Il film, trasmesso il 19 agosto 2005 per celebrare la fine della trasmissione della serie. Il film rivede confermati tutti i protagonisti, i quali partono per un'indimenticabile vacanza estiva.